# Deutsche Kammerspiele
Die Deutschen Kammerspiele waren ein Exiltheater, das zwischen 1949 und 1974 den lateinamerikanischen Kontinent mit deutscher Theaterkultur auf hohem künstlerischen Niveau versorgte. Reinhold K. Olszewski war Initiator, Regisseur, Schauspieler und Organisator der Deutschen Kammerspiele, die ihren Sitz zunächst in Santiago de Chile, später dann in Buenos Aires hatten. Mit einem jährlich wechselnden Ensemble von etwa vierzehn Darstellern reiste er über zwei Jahrzehnte durch Lateinamerika und wurde zum festen Bestandteil des deutschen Kulturlebens auf dem Subkontinent. In 25 Jahren spielten über 170 Ensemblemitglieder etwa 120 Stücke in 18 Ländern Lateinamerikas und brachten den ausgewanderten Deutschen ein Stück deutsche Kultur in die neue Heimat. Dafür legten sie jedes Jahr für fast 8 Monate unter teils chaotischen Bedingungen und Strapazen knapp 30.000 km kreuz und quer über den Kontinent zurück.

## Gründung und Anfangszeit der Deutschen Kammerspiele (1949 bis 1954)
Nach den erfolgreichen Aufführungen einer spontan zusammengestellten Laienspielgruppe gründeten Reinhold K. Olszewski und seine Frau Sylva Denzler am 15. September 1949 die Deutschen Kammerspiele, deren Ensemble zunächst aus den wenigen in Santiago ansässigen Schauspielern (Ausnahme Erna Lorenz) bzw. Laien (meist jüdischen Emigranten) bestand. Für die Aufführungen wurde im Stadtviertel Providencia, dem damaligen Residenzviertel, der Kinosaal „Marconi“ mit knapp 1.300 Plätzen angemietet, während die Proben in den beiden deutschen Schulen Santiagos stattfanden. Die Haupt- und Generalproben wurden auf der „Marconi“-Bühne abgehalten und konnten, da der normale Kinobetrieb weiterlief, nur nach dem Ende der letzten Kinovorstellung (24 Uhr) erfolgen. Da die vorhandenen schauspielerischen Kräfte anspruchsvollen Rollen zunächst nicht gewachsen waren, wählten Olszewski und Sylva Denzler zur ersten Aufführung drei Einakter von Curt Goetz: „Die tote Tante“, „Der Mörder“ und „Das Märchen“.
In der Spielzeit 1951 konnte Olszewski an den Kammerspielen zwei Prominenten-Gastspiele präsentieren. Zum einen wurde der gerade in Buenos Aires weilende Hans Moser von einem Gastspiel bei den Kammerspielen überzeugt, zum anderen kam Zarah Leander für einige Solo-Auftritte, die von den Kammerspielen organisiert und präsentiert wurden, nach Chile. Der Erfolg der beiden Gastspiele war unterschiedlich: Während die Lustspiele von Franz Arnold und Ernst Bach („Weekend im Paradies“ und „Der wahre Jacob“), in denen der österreichische Komiker jeweils die Hauptrolle übernahm, sehr erfolgreich waren, endeten die Auftritte von Zarah Leander in verschiedenen Städten Süd-Chiles aufgrund schwieriger Vordispositionen  mit großen finanziellen Verlusten für die Kammerspiele.
Ungeachtet der desaströsen Solo-Tournee von Zarah Leander hielt Olszewski an der Idee von kleinen Gastspielreisen durch Chile fest, da ihm aus der Korrespondenz mit dem deutschen Schauspieler und Regisseur P. Walter Jacob von der Freien Deutschen Bühne in Buenos Aires die Schwierigkeiten eines ortsgebundenen Theaters bekannt waren. Ein Theaterbetrieb mit festem Standort in Chile war aufgrund der eingeschränkten Publikumsbasis perspektivlos und die Idee, die Kammerspiele als Tourneetheater zu betreiben, erschien naheliegend und zukunftsorientiert. Anfang Juli 1952 reiste das ganze Ensemble trotz der in den fünfziger Jahren in Südamerika herrschenden abenteuerlichen Verkehrsbedingungen (bis auf die transkontinentale Panamericana gab es kaum ausgebaute Straßen) mit dem nächsten Stück ins benachbarte Viña del Mar und nach Concepción, das etwa 450 Kilometer südlich von Santiago liegt. Vor den dort lebenden Deutschen wurden „Der Biberpelz“ von Gerhart Hauptmann und „Der Geisterzug“ von Arnold Ridley mit Erfolg gespielt. In der Spielzeit 1952 wurde mit Imo Moszkowicz der erste Schauspieler und Regisseur aus Deutschland verpflichtet: Er spielte die Titelrolle in Georg Büchners „Dantons Tod“, das mit 27 Schauspielern und über 40 Statisten in Santiago und im südlichen Viña gegeben wurde. Da dieser Klassiker nicht vom Publikum angenommen wurde und die finanzielle Lage des Theaters sich zunehmend verschlechterte, wurden ohne große Investitionen zwei Lustspiele mit Olszewski und Sylva Denzler in den Hauptrollen inszeniert, die die finanzielle Lage wieder entspannten. Ein Gastspiel des bekannten Schauspielers Viktor de Kowa, den Olszewski auf Prozente engagiert hatte, beendete die Spielzeit künstlerisch und finanziell sehr erfolgreich.
Mit den wenigen zur Verfügung stehenden Mitteln konnten 1953 erneut einzelne Schauspieler aus Deutschland verpflichtet werden, die gemeinsam mit dem vorhandenen Ensemble mehrere Unterhaltungsstücke und einige anspruchsvollere Schauspiele realisierten. Im folgenden Jahr verstärkten erneut vier Schauspieler aus Deutschland das Ensemble und die erfolgreiche Mischung aus leichter Unterhaltung und anspruchsvollerem Schauspiel wurde ebenfalls beibehalten: u. a. „Das Feuerwerk“ (Paul Burkhard), „Pygmalion“ (George Bernard Shaw), „Diener zweier Herren“ (Carlo Goldoni). Dem folgten „Ein Sommernachtstraum“ (William Shakespeare), in dem das gesamte Ensemble auf der Bühne stand, und „Die Ehe des Herrn Mississippi“ von Friedrich Dürrenmatt.
Bereits 1952 erreichte Olszewski ein Angebot des Auswärtigen Amtes, die politisch neutralen Kammerspiele finanziell zu unterstützen. Dieser Vorschlag zeigte neben der Bedeutung der Bühne für die Deutschen in Chile auch die Relevanz der Deutschen Kammerspiele für die damalige auswärtige Kulturpolitik: Die Subventionierung des Theaters förderte das neu aufzubauende positive Image der Bundesrepublik Deutschland in Lateinamerika. Die Verhandlungen zwischen Olszewski und der Kulturabteilung des Auswärtigen Amtes über jährliche Subventionen verliefen daher positiv.

## Vom Standorttheater zum Tournee-Ensemble (1955 bis 1964)
1955 begann die finanzielle Bezuschussung der Deutschen Kammerspiele durch die Kulturabteilung des Auswärtigen Amtes, was eine grundsätzliche Verbesserung der Situation der Kammerspiele darstellte und eine neue Phase in der Geschichte der Bühne eingeleitet hatte. Mit Hilfe der Subventionen konnte zunächst einmal für die Premierenaufführungen in Santiago ein größeres Theater angemietet werden: das Stadttheater „Teatro Municipal“, das bis heute das Haupttheater Santiagos ist. Dieser neue Standort war für die Kammerspiele eine bedeutende Veränderung und ein Meilenstein in ihrer Geschichte. Ein weiterer und für die Entwicklung der Bühne noch entscheidenderer „Meilenstein“ war 1955 die Realisierung einer größeren Tournee in die nördlichen Nachbarländer Bolivien und Peru, die nun erfolgreich mit der finanziellen Hilfe aus Deutschland durchgeführt werden konnte.
Die Einnahmen dieser Spielzeit wurden in die Aufnahme eines neuen Gastspiellandes in den Tourneeplan der nächsten Spielzeit investiert, womit der Grundstein für die Entwicklung der nächsten Jahre gelegt war. In jeder neuen Saison wurden durchschnittlich drei weitere lateinamerikanische Länder, in denen die politische und wirtschaftliche Lage halbwegs stabil war, in den Tourneeplan aufgenommen. Nur vier Jahre später (1959) waren die Deutschen Kammerspiele auf ihrer Tournee insgesamt in vierzehn Ländern zu Gast. Der Ablauf einer Spielzeit war zu dem Zeitpunkt bereits optimiert, so dass die Spielzeit in drei Phasen gegliedert werden konnte: Von Januar bis März wurde die Spielzeit vorbereitet, dann folgte die Proben- und Premierenphase  in Santiago und ab August gingen die Kammerspiele auf eine fünfmonatige Tournee durch Lateinamerika.

## Umsiedlung nach Buenos Aires (1965 bis 1971)
1965 entschlossen sich Olszewski und Kurt Julius Schwarz, der damalige Leiter der „Freien Deutschen Bühne“ in Buenos Aires, in Absprache mit den Botschaften und dem Auswärtigen Amt die beiden Theater aus steuerrechtlichen und finanziellen Gründen zusammenzulegen. Nur zwei der bisherigen Schauspieler der „Freien Deutschen Bühne“ konnten von Olszewski als professionelle Schauspieler in die Spielzeit 1965 übernommen werden: Lilly Wiechert und Jacques Arndt. Der neue Hauptsitz der Kammerspiele wurde das Teatro Odeon in Buenos Aires, in dem auch die „Freie Deutsche Bühne“ gespielt hatte. Hier richteten die Kammerspiele ein Büro ein, während das Theater selbst nur für die Vorstellungen angemietet wurde. Die Proben fanden in verschiedenen Theatern und der Pestalozzi-Schule sowie in anderen deutschen Schulen statt.
Die erste Spielzeit in Buenos Aires erwies sich als eine der anstrengendsten der Kammerspiele, da in der argentinischen Hauptstadt eine Mischung aus Desinteresse und Widerstand gegen das neue deutsche Theater herrschte. Im Kostenvoranschlag für diese Spielzeit wurde deutlich, dass der Umzug des Theaters in jeder Hinsicht ein Risiko bedeutete: Bei der Vorbereitung der Spielzeit musste die Geschäftsführung unbekannte Faktoren einkalkulieren, die bei der Verlegung nach Buenos Aires auftreten konnten, da die finanziellen Konditionen in Santiago viel günstiger gewesen waren als in der argentinischen Hauptstadt. Diese zusätzlichen Ausgaben hoffte Olszewski aber durch höhere Einnahmen bei den Eintrittsgeldern ausgleichen zu können. Um zunächst einmal die Aufmerksamkeit der deutschen Gesellschaft in Buenos Aires zu erregen, wurde als erste Aufführung „Faust II“ in der modernen Inszenierung von Prof. Ulrich Erfurth gewählt.
Aus den Verhältnissen in Buenos Aires ergab sich für Olszewski die Notwendigkeit eines völligen Neuaufbaus der deutschsprachigen Theaterbühne, denn die deutsche Kolonie vor Ort musste erst von dem neuen Theater überzeugt werden. Olszewski ging diese schwierige Aufgabe geschickt und äußerst professionell an: Es wurde eine Pressekonferenz anberaumt, auf der Olszewski die neue Bühne vorstellte. Er initiierte Vorträge in allen deutschen Schulen, Vereinigungen, Verbänden und Kulturkreisen und bunte Abende in jüdischen und deutschen Altersheimen. Die Bemühungen, die Öffentlichkeit in Buenos Aires den Kammerspielen gegenüber positiv zu stimmen, waren erfolgreich: Die Besucherzahlen überstiegen optimistische Schätzungen ebenso wie die bisherigen Zahlen der Vorführungen der Kammerspiele in Buenos Aires in den Vorjahren insgesamt um das Dreifache. Auf der anschließenden Lateinamerika-Tournee machten die Kammerspiele einen vierwöchigen Tournee-Stopp in Chile, bei dem über dreißig Vorstellungen in Santiago, Viña del Mar und im Süden des Landes gegeben wurden, um den Übergang nach Buenos Aires [für die Deutschen in Chile, A. d. V.] nicht so spürbar zu machen.
In der zweiten Spielzeit in Buenos Aires war bereits weit weniger Werbeaufwand und Überzeugungsarbeit erforderlich, da die Deutschen Kammerspiele in kürzester Zeit zu einem festen und erfolgreichen Bestandteil des kulturellen Lebens in Buenos Aires geworden waren. Im Bericht an das Auswärtigen Amtes wurde im Zuge der Darlegung der Besucherzahlen darüber informiert, dass auch die zunächst skeptischen Besucher und das jüdische Publikum der früheren Bühne zurückkehrten, so dass die Besucherzahlen auch in diesem Jahre wieder gesteigert werden konnten. Die Besucherzahlen der gesamten Spielzeit brachen alle Rekorde und erreichten den bisherigen Höchststand von insgesamt 40.488 Zuschauern. Nach weiteren erfolgreichen Spielzeiten in Buenos Aires fand 1971, nach einer einjährigen Pause, die letzte regulär durchgeführte Spielzeit der Deutschen Kammerspiele statt.

## Die letzte reguläre Spielzeit und das Ende der Kammerspiele (1971)
Für die Geschäftsführung der Kammerspiele gestalteten sich die Vorbereitungen für die Tournee 1971 sowohl wegen des Pausenjahrs als auch wegen der eigenen künstlerischen Erfolge der Spielzeit 1969 schwierig. Um das Niveau halten zu können und einen Imageverlust zu verhindern, mussten auch dieses Jahr Schauspieler der ersten Kategorie engagiert werden. Daher erbat Olszewski beim Auswärtigen Amt die gleiche Bundesbeihilfe wie 1969 plus eine Sonderbeihilfe für die höheren Gagen der Spitzenschauspieler. Die Kammerspiele erhielten für 1971 eine Subvention von DM 420.000 und konnten damit die erforderlichen prominenten Schauspieler und Regisseure wie August Everding und Hansgünther Heyme verpflichten. Gemeinsam wurde eine interessante Spielzeit vorbereitet und erfolgreich absolviert.
Nach Ablauf der Spielzeit 1971 wurden die Deutschen Kammerspiele von der Kulturabteilung des Auswärtigen Amt wegen eines Wechsels in der Kulturpolitik (zunächst vorläufig) geschlossen. Da mit der Möglichkeit gerechnet wurde, die Bühne in größeren zeitlichen Abständen weiterzuführen, beantragte Olszewski für 1972 wieder eine Übergangszahlung für die laufenden Kosten der reduzierten Verwaltung und des Fundus. Diese wurden von der Kulturabteilung bewilligt.
Die Spielzeit 1973 wurde vom Auswärtigen Amt wegen laufender Prüfungen zur Rechtsform der Bühne abgesagt. Da die Übergangskosten in den folgenden Jahren nicht mehr vom Auswärtigen Amt getragen wurden, war ab Ende 1972 keine Sekretärin mehr bei den Kammerspielen angestellt. Die Entscheidung über eine reguläre Tournee 1974 fiel auf einer Sitzung im Oktober 1972 ebenfalls negativ aus. Über die Gründe dafür äußerte sich der Verantwortliche des Auswärtigen Amt 1973 in einem Brief an Olszewski:
„Zur Gestaltung künftiger Tourneen wäre noch folgendes zu bemerken: Die Auswertung der Tournee 1971 ergab eine zunehmend ungünstigere Kosten-Nutzen Relation. Die hohen Reisekosten einerseits und die aus sprachlichen Gründen abnehmende Zuhörerschaft andererseits zwingen zu einer Einschränkung des bereisten Gebietes auf die Länder, in denen der kulturpolitische Nutzen noch erkennbar ist. Das ist vor allem Brasilien und von den spanischen Ländern Argentinien und Paraguay. In der Planungsbesprechung für 1974/75 ist daher vorgeschlagen worden, Sie zu bitten, Ihre Planung auf diese Region zu beschränken. Die Reise könnte dann diese drei Länder, aus denen positive Ergebnisse vorliegen, intensiver berücksichtigen. Ferner wurde angeregt, Ensemble und Ausstattung möglichst klein zu halten, um leichter beweglich zu sein“.
Gisela Timmermann (zuständig für die Rechnungsführung der Deutschen Kammerspiele und ansässig in Buenos Aires), konnte bestätigen, dass die Behauptung der Kulturabteilung, es gäbe nur noch in Argentinien, Paraguay und Brasilien Interesse an einem Gastspiel der Kammerspiele, falsch war. Auch die Steigerung der Besucheranzahl von 1969 auf 1971 um 16 Prozent widersprach der Annahme, dass die Kammerspiele in Lateinamerika keinerlei Publikum mehr gehabt hätten. 1971 lagen die Besucherzahlen, wie schon 1966, über 40.000. Von einer Abnahme des Interesses konnte trotz Pausenjahr also keine Rede sein. Die Briefe im Nachlass und die Aussagen der Zeitzeugen bestätigten, dass die Deutschen in Lateinamerika gewaltige Achtung vor Olszewski und seinem Unternehmen hatten und noch lange auf eine Rückkehr der Kammerspiele hofften. Das Angebot einer auf die drei Länder beschränkten kleinen Tournee mit einem weit geringeren Zuschuss des Auswärtigen Amtes sowie den Vorschlag der Finanzierung einer großen Lateinamerika-Tournee nach Umstellung der Kammerspiele auf Gastspiele mit einheimischen Künstlern in spanischer Sprache lehnte Olszewski ab. Er hielt beide Angebote wegen der jahrelangen Verzögerungen durch die Kulturabteilung für unplanbar bzw. für unrealistisch.
Die Vorschläge der Kulturabteilung orientierten sich an den Ergebnissen der Enquete-Kommission, die 1972 dem Auswärtigen Amt vorgelegt wurden. Diese setzten die partnerschaftliche Zusammenarbeit zwischen der deutschen Kulturpolitik und dem Gastland, parallel zu der stark propagierten ‚entspannten Außenpolitik’, in den Vordergrund und wollten vor allem die Integration der ehemaligen deutschen Auswanderer in ihr jeweiliges Gastland unterstützten. Olszewskis spanische Inszenierung von Hochhuths „Die Soldaten“ 1968 am Staatstheater Buenos Aires durfte dieser partnerschaftlichen Zusammenarbeit entsprochen haben. Das Fortbestehen und die Unterstützung der deutschen Sprache im Ausland wurde unter der SPD-Regierung nicht mehr als notwendig angesehen, die Zusammenführung der Deutschstämmigen und ihres Exillandes stand im Vordergrund. Die in Rio de Janeiro 1967 eingesetzte Synchronübersetzung wäre vielleicht eine Möglichkeit zur Fortführung der Kammerspiele gewesen, aber die damit verbundenen Mehrkosten wollte das Auswärtige Amt nicht übernehmen.
Der Theaterfundus wurde 1977 versteigert, da sich weder die Kulturabteilung des Auswärtigen Amt, der rechtliche Besitzer des Fundus’ der „Freien Deutschen Bühne“, noch Olszewski, der sein Privateigentum 1974 aus dem Fundus nach Deutschland hatte bringen lassen, für die eingelagerten Gegenstände verantwortlich fühlten. Mit der Versteigerung konnten die Mietrückstände der Jahre 1973 bis 1977 beglichen werden. Die Gesamtabrechnung der Jahre 1970 bis 1974 wurde vermutlich erst im April 1978 endgültig abgeschlossen.

## Die Brasilien-Tournee (1974)
Nur noch einmal stellte die Kulturabteilung einen kleinen Etat zur Verfügung: 1974 wurde in Brasilien „150 Jahre deutsche Einwanderung“ gefeiert und zu diesem Anlass lud das Auswärtigen Amt die Kammerspiele sehr kurzfristig ein, eine kleine Tournee durch Brasilien zu veranstalten. Olszewski verpflichtete innerhalb weniger Wochen elf Schauspieler für die Zeit vom 24. Juni bis 31. August 1974 sowie Marion Craemer und Christel Silva für die Verwaltung und Buchhaltung. Die Organisation der kleinen Gastspielreise durch neunzehn brasilianische Städte wurde von deutsch-brasilianischer Seite vor Ort vorbereitet und mit Fritz Kost, der als Vertreter der Kammerspiele vorab nach Brasilien reiste, koordiniert. Die Proben zu „Der Raub der Sabinerinnen“ und einer Fortsetzung der Berlin-Revue von 1971 unter dem Titel „Herrliche Zeiten!?“ fanden in Rio de Janeiro statt.
Auch diese erfolgreiche Mini-Tournee änderte nichts an der finanziellen Gesamtsituation der Deutschen Kammerspiele. Es wurden vom Auswärtigen Amt keine weiteren Subventionen gewährt und ausschließlich die Anforderungen der neuen Kulturpolitik vertreten. Olszewski hatte sich spätestens 1973 von dem Gedanken an ein Wiederaufleben der Deutschen Kammerspiele verabschiedet. Die Mini-Tournee 1974 wurde daher von allen Beteiligten als ein einmaliges, zweckgebundenes Ereignis eingestuft.